# Berenice Abbott

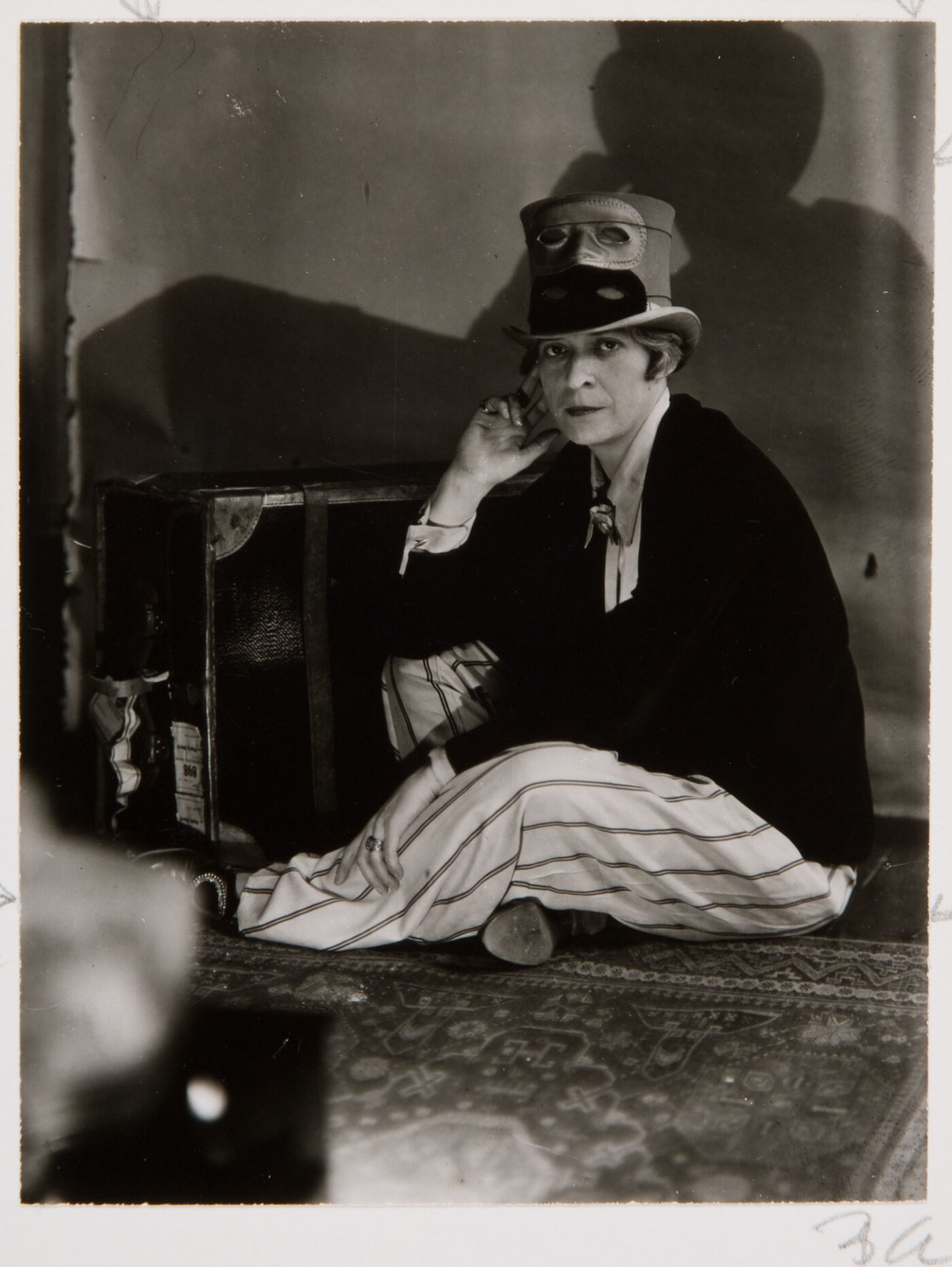
Portret van de Amerikaanse schrijver Janet Flanner (1927)

Berenice Abbott (Springfield (Ohio), 17 juli 1898 – Monson (Maine), 9 december, 1991), geboren als Bernice Abbott, was een Amerikaanse fotografe die vooral bekend is van haar zwart-witfotografie waarmee ze het New York van de jaren dertig vastlegde. Vandaag de dag worden de foto's van Changing New York beschouwd als een bijzonder tijdsdocument. 

## Parijse jaren
Een belangrijke invloed in Abbotts werk vormde de periode waarin ze in de jaren twintig in Parijs verbleef. Daar kwam ze voor het eerst met fotografie in aanraking door twee jaar als assistente van Man Ray te werken. In 1925 begon Abbott, met hulp van Peggy Guggenheim, een eigen fotostudio. Ze maakte gestileerde portretten van artistieke beroemdheden van die tijd als Edward Hopper, James Joyce en de surrealist Jean Cocteau.
In 1925 maakte Abbott, via Man Ray, ook kennis met de Franse fotograaf Eugène Atget, wiens levenswerk het was om het oude Parijs in beeld te brengen. Dit zou van grote invloed worden op haar werk, nadat ze 1929 naar Amerika terugkeerde. Abbott wilde New York vastleggen. Niet om in beeld te brengen wat dreigde te verdwijnen, zoals Adget deed in Parijs, maar om juist de veranderingen in het New York van de jaren dertig te laten zien.
Na de dood van Atget in 1927 nam Abbott een groot deel van diens fotomateriaal onder haar hoede, verscheepte het mee naar New York en verzorgde in belangrijke mate dat het bewaard bleef en gepubliceerd werd.

## Changing New York

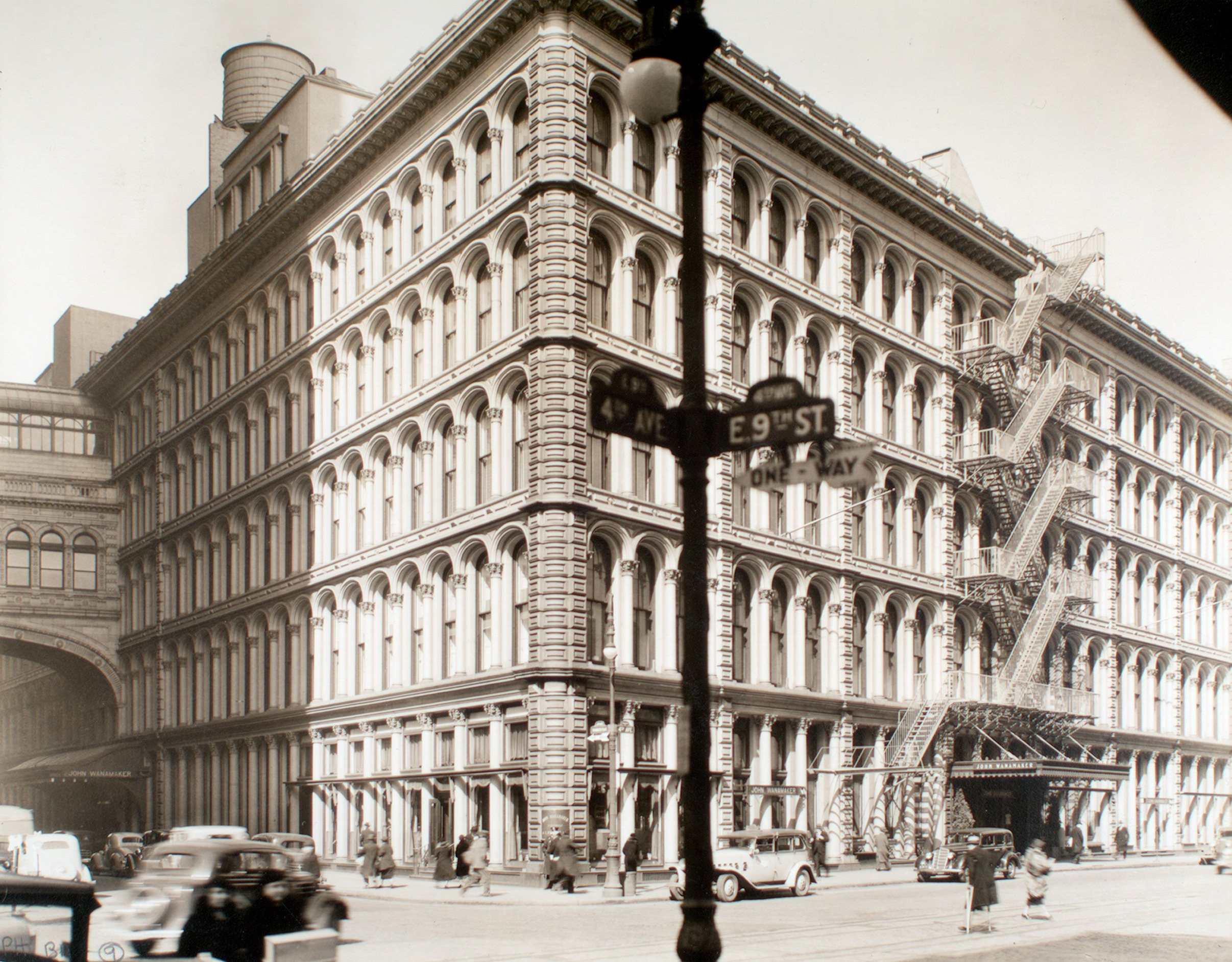
Manhattan (1936)

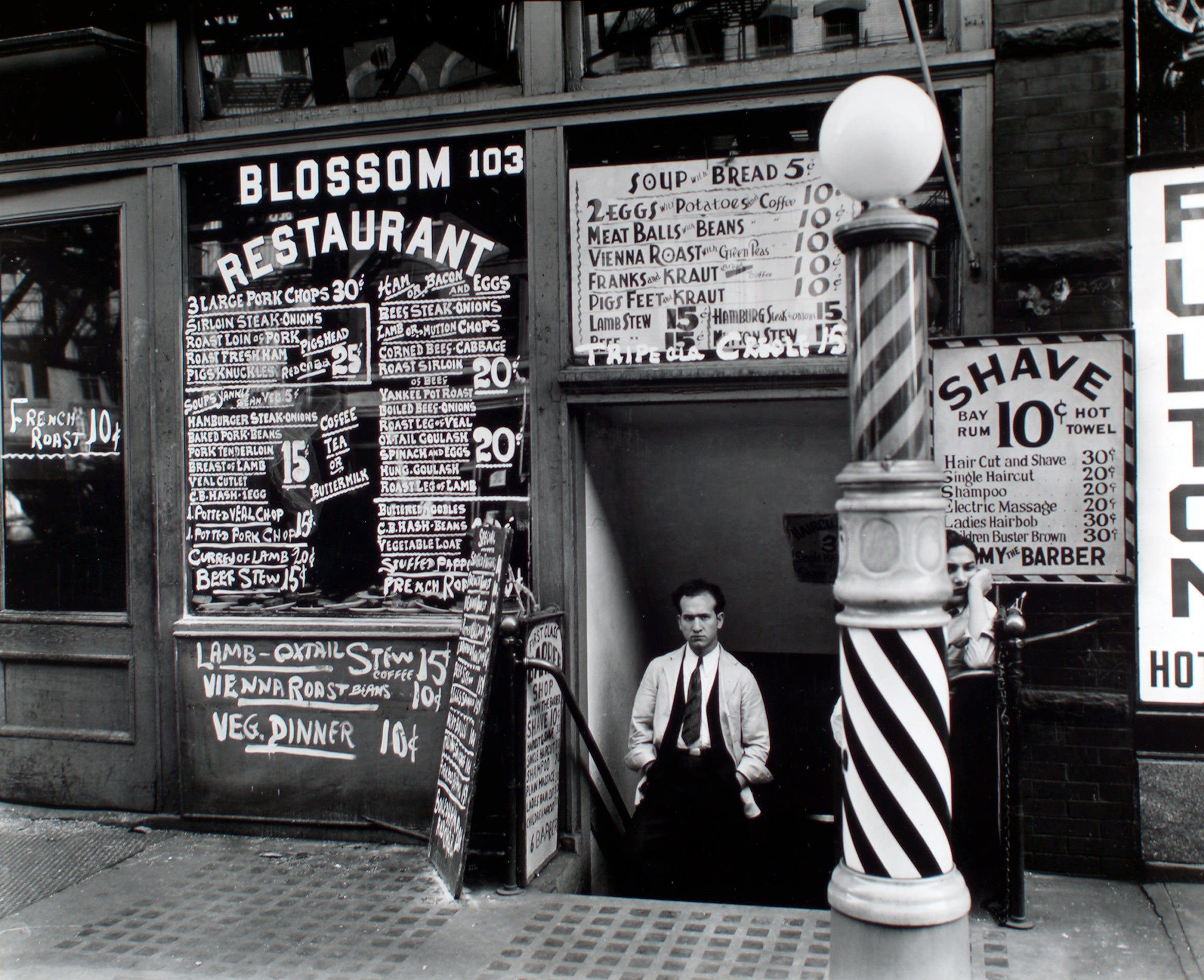
Manhattan (1935)

Tussen 1930 en 1938 legde ze New York op de gevoelige plaat vast met haar Century Universal-veldcamera met 8x20 inch negatieven. Vooral Manhattans straatbeeld met de stedenbouwkundige transformatie was het onderwerp. Haar meest geroemde werk, Changing New York, ontstond in het kader van het Federal Art Project. In 1940 sloot Abbott het project af. 

## Verdere carrière en erkenning van haar werk
Vanaf 1939 tot 1960 fotografeerde Abbot veel wetenschappelijk onderwerpen, het Massachusetts Institute of Technology was een opdrachtgever in deze periode. De U.S. Route 1 tussen Florida en Maine was tussentijds in 1954 haar onderwerp van fotografie en werd zo'n 2500 keer vastgelegd. In 1968 verhuisde ze naar Monson in Maine en publiceerde A Portrait of Maine. 
Twee jaar later, in 1970, was het oeuvre van Berenice Abbott voor het eerst in een overzichtstentoonstelling te zien in het Museum of Modern Art in New York. Verdere erkenning kreeg ze in 1989 van het International Center of Photography. Aan Berenice Abbott werd de Infinity Award Master of Photography toegekend.
Berenice Abbott overleed in 1991 op 93-jarige leeftijd in haar huis in Monson.
In Nederland werd haar werk in 2019 voor het eerst geëxposeerd in Huis Marseille.